# Stadion Spartak w Nalczyku
Stadion Spartak – wielofunkcyjny stadion w Nalczyku, w Rosji. Obiekt może pomieścić 14 400 widzów. Został otwarty w 1960 roku. Swoje mecze rozgrywa na nim drużyna Spartak Nalczyk.